# Karmelitinnenkloster Lectoure
Das Karmelitinnenkloster Lectoure ist ein Kloster der Karmelitinnen in Lectoure, Département Gers, im Erzbistum Auch in Frankreich.

## Geschichte
Antoine de Roquelaure stiftete 1623 in Lectoure (zwischen Auch und Nérac) ein Karmelitinnenkloster, das mit Schwestern aus Toulouse (heute in Muret) besiedelt wurde. Marie de la Trinité (Marie de Sevin, 1570–1656) war bis 1628 die erste Priorin. 1632 wurde das Kloster von Königin Anne und Richelieu besucht. 1793 wurden die Schwestern durch die Französische Revolution vertrieben, 1826 konnte es aber von zwei Überlebenden zurückgekauft und mit Hilfe des Karmel von Montauban wiederbesiedelt werden. Derzeit zählt das Kloster rund ein Dutzend Ordensfrauen. Es nennt sich Carmel de la Sainte Mère de Dieu (Rue de Marès Nr. 14). Die im späten 17. Jahrhundert erbaute Kapelle steht seit 1996 unter Denkmalschutz.